# ミゲル・パルデサ
ミゲル・パルデサ・ピチャルド(Miguel Pardeza Pichardo、1965年2月8日 - ）は、スペイン・ウエルバ県ラ・パルマ・デル・コンダード出身の元サッカー選手。現役時代のポジションはフォワード。元スペイン代表。
キンタ・デル・ブイトレと呼ばれる1980年代後半のレアル・マドリードの黄金期の一員であるが、キャリアのほとんどを1987年に移籍したレアル・サラゴサで過ごした。

## 経歴
レアル・マドリードの下部組織で育ち、1982年にレアル・マドリード・カスティージャでプロデビュー。1983-84シーズンにトップチームデビューを果たした。1年間レアル・サラゴサへレンタル移籍した後、レアル・マドリードへと復帰。リーグ戦25試合に出場して5得点を挙げた。1987-88シーズンにレアル・サラゴサへ完全移籍し、10年間プレーした。キャリアの最後はメキシコのプエブラFCで終えた。
スペイン代表としても下位カテゴリを経験した後フル代表にも招集され、1990 FIFAワールドカップ予選のハンガリー戦でデビューした。本大会では、グループステージのベルギー戦で終了間際にフリオ・サリナスとの交代で出場した1試合のみとなった。
引退後はレアル・サラゴサのテクニカルディレクターを務めた。2009年にフロレンティーノ・ペレスが再びレアル・マドリードの会長に就任したときに、テクニカルディレクターとして招聘された。現在は、レアル・マドリード・ウニベルシダ・エウロペア大学スクールのディレクターを務めている。

## 所属クラブ
- 1982-1985  レアル・マドリード・カスティージャ
- 1984-1987  レアル・マドリード
  - 1985-1986 → レアル・サラゴサ　(レンタル)
- 1987-1997  レアル・サラゴサ
- 1997-1998  プエブラFC

## 獲得タイトル
レアル・マドリード
- プリメーラ・ディビシオン : 1986-87

レアル・サラゴサ
- コパ・デル・レイ : 1985-86, 1993-94
- UEFAカップウィナーズカップ : 1994-95